# Agustín de Iturbide (Chiapas)
Agustín de Iturbide es una localidad del estado mexicano de Chiapas. Es parte del municipio de Cacahoatán.

## Toponimia
El nombre de la localidad rinde homenaje a Agustín de Iturbide, héroe de la Independencia de México.

## Demografía
| Gráfica de evolución demográfica |
|                                  |

| Censo | Población |
| ----- | --------- |
| 1930  | 61        |
| 1940  | 348       |
| 1950  | 780       |
| 1960  | 1 258     |
| 1970  | 1 476     |
| 1980  | 1 821     |
| 1990  | 2 288     |
| 2000  | 2 221     |
| 2010  | 2 211     |
| 2020  | 2 018     |